# Lenzkirch
Lenzkirch ist eine Gemeinde und ein Heilklimatischer Kurort im Landkreis Breisgau-Hochschwarzwald in Baden-Württemberg in der Nähe des Titisees, des Schluchsees und des Feldbergs.

## Geographie

### Lage

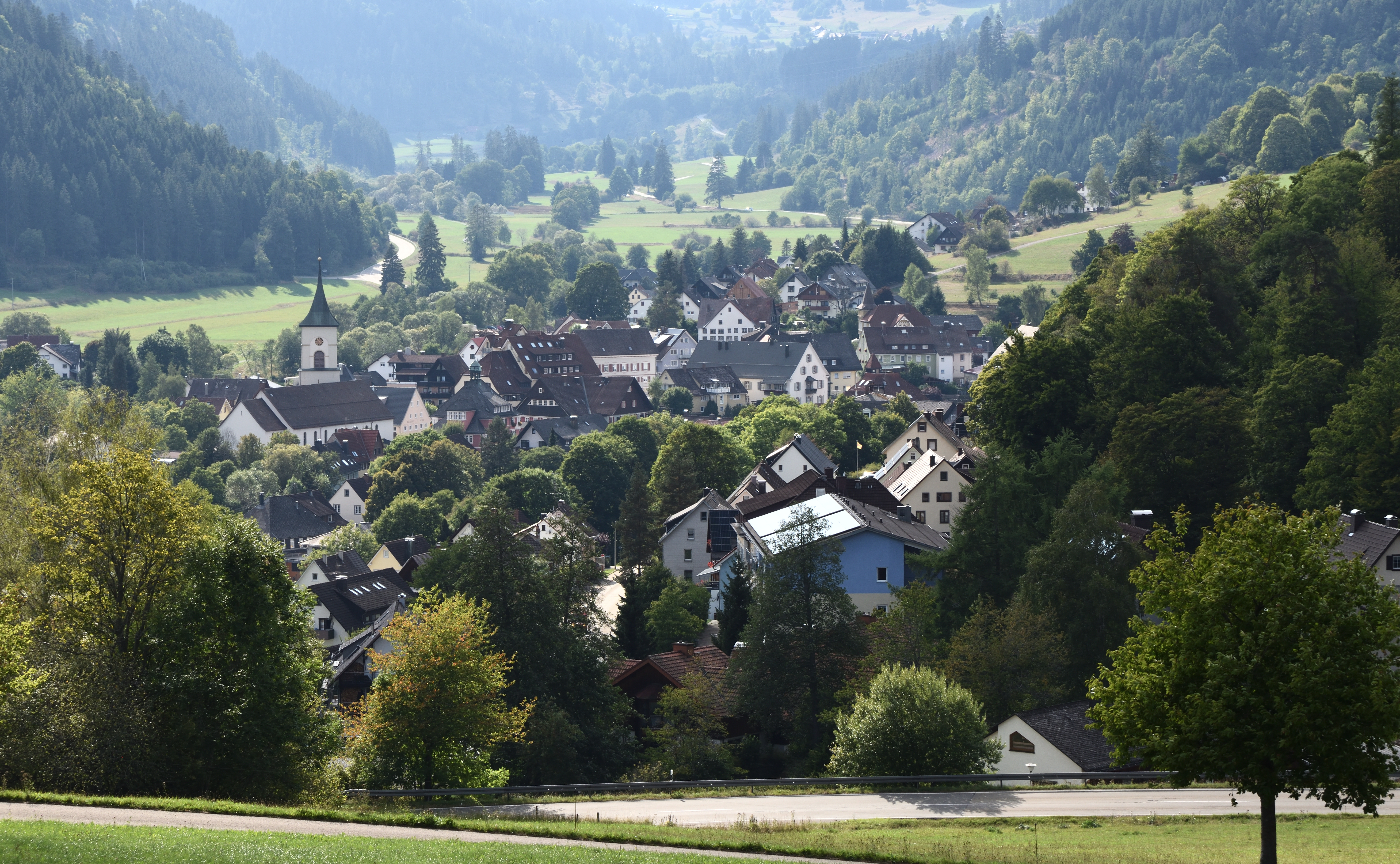
Blick aus östlicher Richtung auf Lenzkirch

Der Ort liegt im Hochschwarzwald am Haslach-Tal.
Südwestlich von Lenzkirch liegt das Urseetal, ein Gletschertal. Der Urseebach, der dieses Tal durchfließt, mündet bei der Kirche St. Nikolaus im Zentrum von Lenzkirch in die Haslach. Die Haslach wiederum mündet am südöstlichen Rand des Gemeindegebiets in die Gutach, die ab da Wutach heißt. Wenige hundert Meter weiter östlich tritt die Wutach am tiefsten Punkt der Gemarkung auf 711,6 m ü. NHN aus dem Gemeindegebiet aus.
Der höchste Punkt der Gemeinde liegt mit 1196,9 m ü. NHN am Hochfirst im Ortsteil Saig an der Grenze zur Gemeinde Titisee-Neustadt. Vom Turm auf dem Hochfirst aus hat man bei guter Sicht Ausblick in die Schweizer und Österreichischen Alpen.

### Gemeindegliederung
Zur Gemeinde Lenzkirch gehören folgende Ortsteile (Einwohnerzahlen per 2024):
- Lenzkirch (3360 Einwohner) mit den Dörfern Lenzkirch und Grünwald. Grünwald liegt auf knapp 1000 m Höhe. Das Dorf kam 1976 im Zuge der Gemeindereform zu Lenzkirch, zuvor gehörte es zur damals selbständigen Gemeinde Holzschlag, dann im Rahmen dessen Eingemeindung für ein Jahr zu Bonndorf. Das ehemalige Pauliner-Kloster Grünwald wurde um 1350 gegründet. In der kleinen Kirche befindet sich ein spätgotisches Sandsteinrelief (Leben Christi).
- Saig (811 Einwohner) ist ein Heilklimatischer Kurort am Südhang des Hochfirsts und ist mit rund 1000 m der höchstgelegene Ortsteil von Lenzkirch. Hier gibt es etwa 700 Gästebetten.[3]
- Kappel (849 Einwohner). Der Luftkurort liegt auf rund 900 m am Südosthang des Hochfirstrückens (etwa 600 Gästebetten). Unterhalb von Kappel beginnt die Wutachschlucht.
- Raitenbuch (144 Einwohner), eine Bauernsiedlung westlich von Lenzkirch oberhalb des Urseetals auf etwa 940 m Höhe, in der Nähe des Windgfällweihers.

### Nachbargemeinden
Lenzkirch ist umgeben von den Gemeinden (von Norden im Uhrzeigersinn) Titisee-Neustadt, Friedenweiler, Löffingen, Bonndorf, Schluchsee, Feldberg und Hinterzarten, die außer Bonndorf (Landkreis Waldshut) alle zum Landkreis Breisgau-Hochschwarzwald gehören.
Entfernung von Lenzkirch zu den Nachbargemeinden:

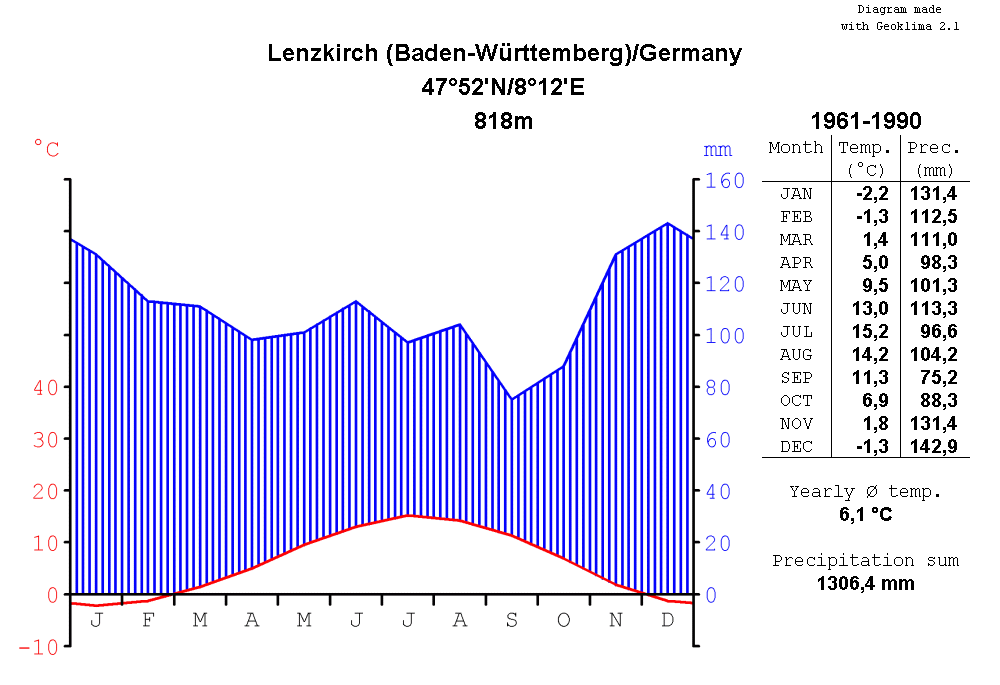
Klimadiagramm Lenzkirch

| Nachbargemeinde  | Entfernung |
| ---------------- | ---------- |
| Titisee-Neustadt | 11 km      |
| Bonndorf         | 15 km      |
| Schluchsee       | 11 km      |
| Feldberg         | 16 km      |
| Hinterzarten     | 16 km      |

### Klima
Lenzkirch hat eins der Höhenlage entsprechendes Klima; es soll sich dadurch auszeichnen, dass es durch besonders reine Luft schonende Wirkung und durch hohen Sauerstoffanteil, Wind und viel Sonne anregende Wirkung auf den Organismus hat, weshalb das Prädikat „Heilklimatischer Kurort“ verliehen wurde.

## Geschichte
Lenzkirch geht auf die Gründung des Alamannenstammes der Lentienser zurück. Die Herrschaft Lenzkirch ging 1296 an die Grafen von Lupfen. Anfang des 14. Jahrhunderts kamen die Ritter von Blumegg in den Besitz der Herrschaft Lenzkirch. Kurzzeitig gehörten im 14. Jahrhundert Teile der Herrschaft dem Johanniter-Orden. 1491 erwarben die Grafen von Fürstenberg die Herrschaft von den Blumeggern und waren bis zur Rheinbundakte von 1806 und der damit verbundenen Mediatisierung des Fürstentums Fürstenberg die Landesherren. Mit dem Fürstentum kam Lenzkirch 1806 an das Großherzogtum Baden. Die Fürstenberger haben jedoch auch heute noch großen Grundbesitz in der Region.
Am 12. Mai 1813 verursachte ein Blitzschlag in das Gasthaus „Zum Wilden Mann“ einen Großbrand, bei dem 18 Häuser sowie die Kirche und das Pfarrhaus ein Raub der Flammen wurden.
1925 wurde die selbständige Gemeinde Unterlenzkirch nach Lenzkirch eingemeindet.
Am 1. Juli 1972 wurde die Gemeinde Raitenbuch, am 1. Oktober 1974 die Gemeinde Saig und am 1. Januar 1975 die Gemeinde Kappel im Zuge der Gemeindegebietsreform in Baden-Württemberg eingemeindet.
→ Zur Geschichte des Ortsteils Saig siehe: Saig#Geschichte

## Politik

### Gemeinderat
Die Kommunalwahl am 9. Juni 2024 führte zu folgender Verteilung der 18 Sitze im Gemeinderat:
| CDU                          | 6 Sitze (− 3) |
| SPD                          | 2 Sitze (± 0) |
| Freie Wähler Lenzkirch (FWL) | 7 Sitze (+3)  |
| Bürgerliste Lenzkirch (BL)   | 3 Sitze (± 0) |

Kappel und Saig sind Ortschaften im Sinne der Gemeindeordnung für Baden-Württemberg mit eigenen Ortschaftsräten.

### Bürgermeister
| - 1890–1910: Johann-Baptist Willmann - 1911–1925: Franz Josef Gihr - 1925–1937: Hubert Pfeiffer - 1937–1939: Emil Hermann - 1940–1943: Paul Kistler - 1943–1945: Gottfried Fässler - 1945–1945: Albert Maria Lehr - 1945–1947: Hubert Pfeiffer | - 1947–1948: Johann Schneider - 1948–1965: Alfred Schropp - 1965–1973: Fritz Ruthmann - 1973–1986: Klaus Denzinger - 1986–2002: Volker Kunzmann - 2002–2018: Reinhard Feser - seit 2018: Andreas Graf |

### Wappen
| Wappen von Lenzkirch | Blasonierung: „In Silber (Weiß) auf grünem Boden eine rote Kirche mit rechtsstehendem Turm, aus dem hinteren Schildrand hervorwachsend eine grüne Blumenranke mit drei golden (gelb) besamten blauen Blüten.“                                   |
| Wappen von Lenzkirch | Das sprechende Wappen mit Kirche und Blüten, die das „Lenz“ im Ortsnamen versinnbildlichen, beruht auf einem Siegel des 18. Jahrhunderts. Es wurde vom badischen Generallandesarchiv entworfen und 1910 vom Lenzkircher Gemeinderat angenommen. |

### Gemeindepartnerschaften
Lenzkirch ist seit 1975 mit der französischen Gemeinde Jugon-les-Lacs in der Bretagne partnerschaftlich verbunden. Seit über 35 Jahren besuchen sich die Bürger der beiden Gemeinden in regelmäßigen Abständen. Auf der Website der Gemeinde ist zu lesen, dass tiefe und lange Freundschaften während den zahlreichen Begegnungen entstanden sind.

## Wirtschaft und Infrastruktur
Als Heilklimatischer Kurort spielt der Fremdenverkehr eine bedeutende Rolle in der örtlichen Wirtschaft. Aber auch die feinmechanische Industrie hat in der Nachfolge der traditionellen Schwarzwälder Uhrenindustrie größere Bedeutung für die Wirtschaftsentwicklung von Lenzkirch.

### Verkehr
Zwei Buslinien führen durch Lenzkirch, Linie 7258 von Neustadt über Lenzkirch nach Bonndorf und Linie 7257 von Titisee nach Lenzkirch. In Titisee besteht Anschluss an die S-Bahnen nach Freiburg Hbf; in Neustadt ist ein Übergang zum Regionalverkehr nach Donaueschingen und weiter nach Ulm beziehungsweise Rottweil mit nochmaligem Umsteigen nach Stuttgart möglich.
Die im Jahr 1907 erbaute knapp 20 km lange Eisenbahnlinie von Kappel-Gutachbrücke nach Bonndorf führte über Lenzkirch, wo sie eine Spitzkehre hatte, und wurde 1976 stillgelegt. Heute verbindet der Südschwarzwaldradweg als Rundweg von Hinterzarten über Waldshut-Tiengen, Basel und Freiburg Lenzkirch mit Titisee-Neustadt über die stillgelegte Bahnstrecke entlang des Ortsteils Kappel und führt ohne große Höhenunterschiede weiter nach Bonndorf. Der Schwarzwald-Panorama-Weg von Pforzheim nach Waldshut verläuft in diesem Abschnitt identisch. Der Schwarzwaldradweg von Karlsruhe nach Lörrach führt von Neustadt über den Ortsteil Saig weiter nach Feldberg. Kappel und Saig sind durch einen Radweg über Hiera verbunden.
Lenzkirch liegt an der Bundesstraße 315 zwischen Schaffhausen in der Schweiz und Titisee. Vorwiegend wird die Durchgangsstraße im Sommer von Touristen benutzt.

### Ansässige Unternehmen
Das bekannteste Lenzkircher Unternehmen ist Testo, ein Produzent von Umwelt-Messinstrumenten (Temperaturmessung u. a.). Weitere größere Unternehmen sind die Firmen ATMOS Medizintechnik GmbH & Co. KG, Mesa Parts GmbH hervorgegangen aus dem Unternehmen Atmos Fritzsching & Co. GmbH (Chem.-Pharm. Präparate und Medizinisch-Technische Apparate), sowie die Privatbrauerei Rogg.
Ehemals weltweit bekannt war die Aktiengesellschaft für Uhrenfabrikation Lenzkirch (A.G.U.L.), die im frühen 20. Jahrhundert zu den führenden Gesellschaften der Uhrenproduktion im Schwarzwald gehörte.

### Tourismus
Lenzkirch liegt am Mittelweg, einem Fernwanderweg des Schwarzwaldvereins von Pforzheim nach Waldshut.
Der Ort liegt an der Deutschen Uhrenstraße.

## Kirchen

### Katholische Kirchen

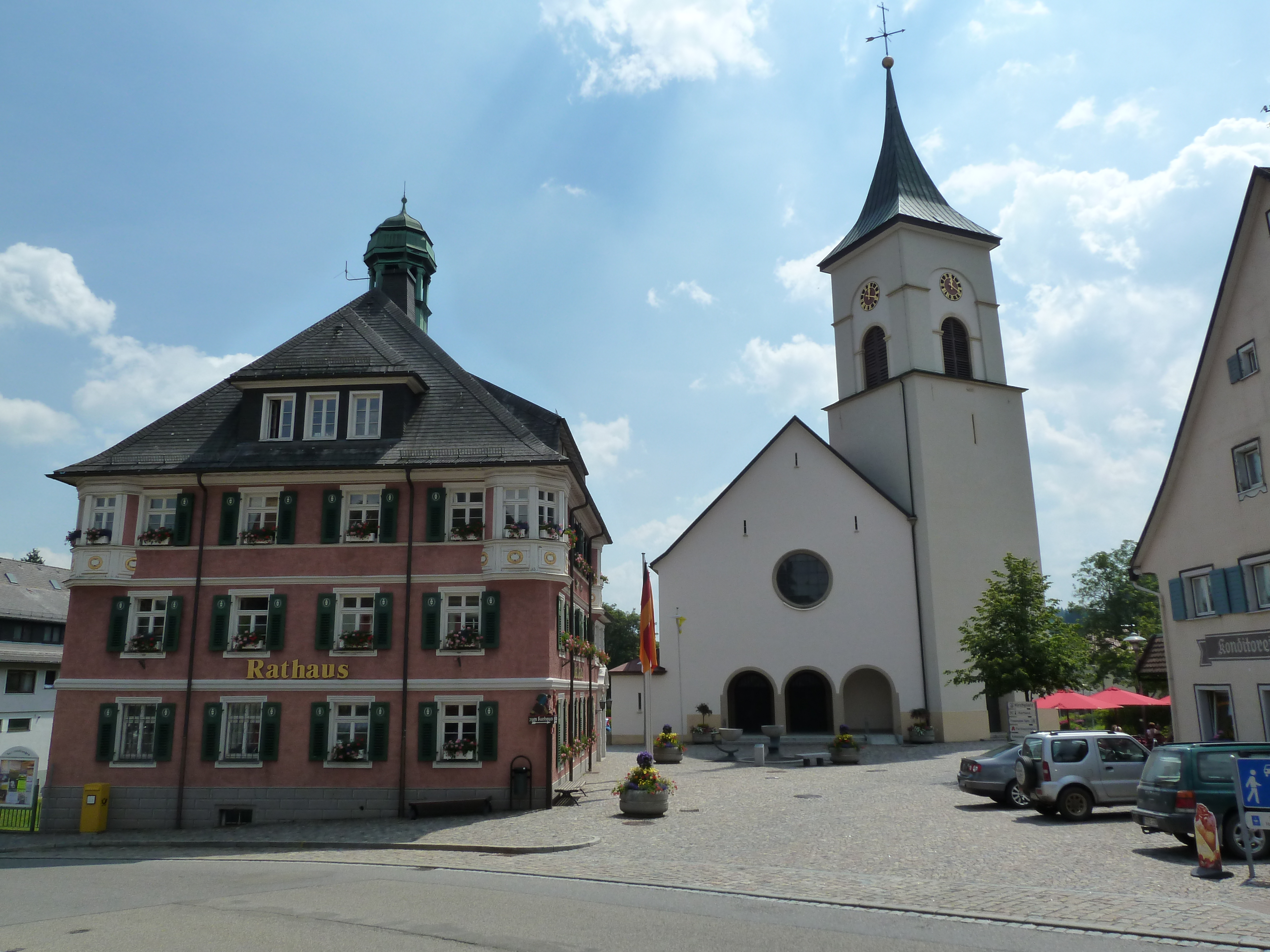
St. Nikolaus-Kirche neben dem Rathaus in der Ortsmitte

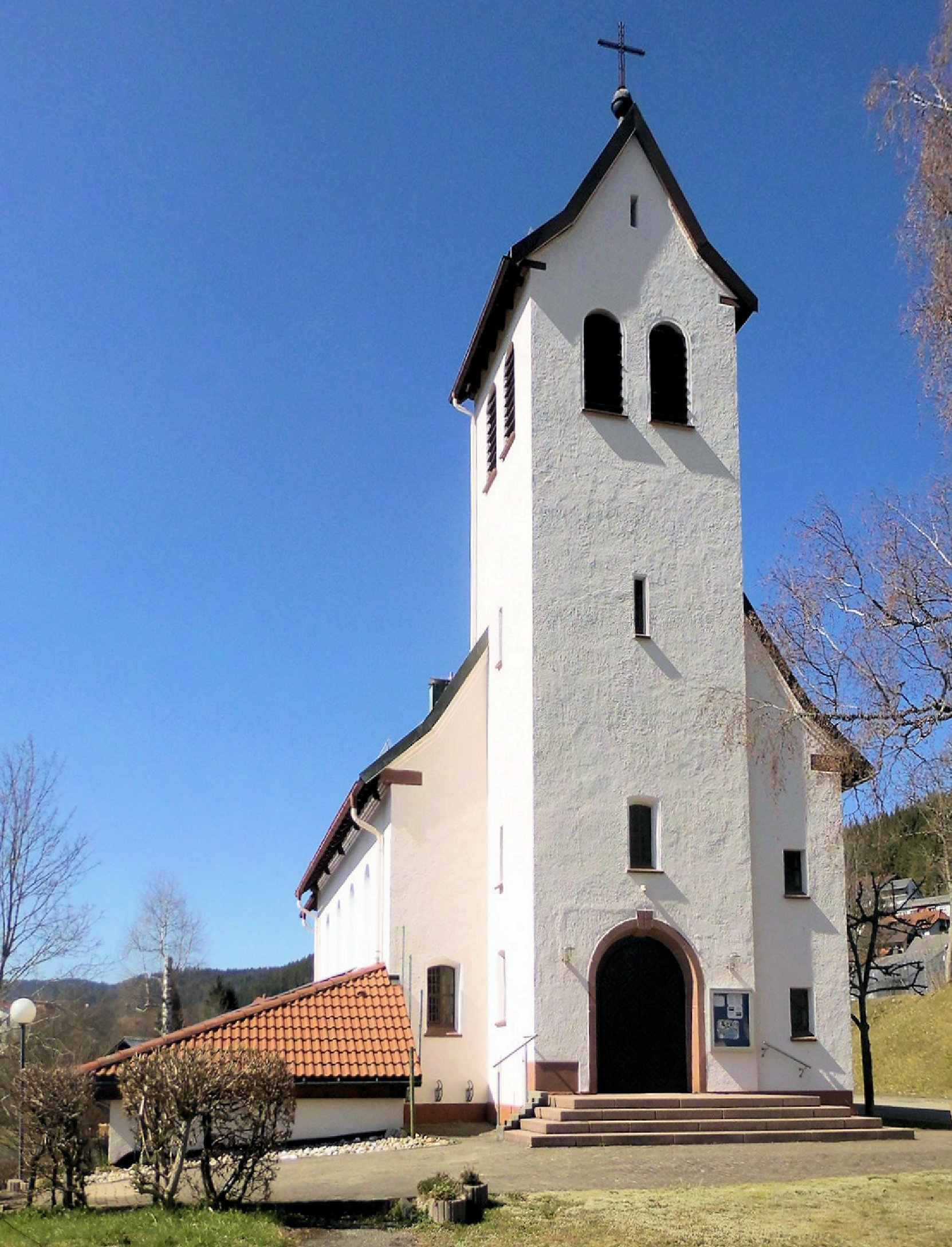
Christuskirche

Die Gemeinden der katholischen Kirche gehören zur Seelsorgeeinheit Östlicher Hochschwarzwald.
- Die katholische Pfarrkirche von Lenzkirch ist dem Heiligen Nikolaus geweiht. Sie war ursprünglich 1818 nach Plänen von Gottlieb Lumpp im Weinbrennerstil erbaut worden. 1935 wurde eine neue Kirche nach einem Entwurf des Stuttgarter Architekten Otto Linder übereck zu dem beibehaltenen Turm der Vorgängerkirche errichtet, sodass von Lumpp nur noch der Aufsatz auf dem mittelalterlichen Turm stammt.[16]
- Die barocke Eulogius-Kapelle ist heute Friedhofskapelle.
- Die dem Heiligen Gallus geweihte Pfarrkirche Kappel mit ihrem charakteristischen Zwiebelturm wurde schon 1275 erstmals erwähnt.
- Die Kirche St. Johannes Baptista in Saig wurde 1412 erbaut. Trotz kriegsbedingter Zerstörung 1713 blieben Turm und Chor dieses Baus erhalten.
- Die Kirche in Grünwald ist die ehemalige Klosterkirche des sonst verschwundenen Klosters Grünwald der Pauliner, das um 1350 errichtet worden war. In ihrem Innern befinden sich einige sehenswerte Kunstschätze.

### Evangelische Kirche
Im Jahr 1895 ist erstmals von einer Evangelischen Genossenschaft Lenzkirch die Rede. Gottesdienste fanden zunächst im Ratssaal statt. Erst 1952 konnte nach kriegsbedingter Unterbrechung ein begonnener Kirchenbau, die Evangelische Christuskirche in Lenzkirch, fertiggestellt und geweiht werden.

## Bildung

### Schulen
Die Sommerbergschule ist seit 2010 eine Grund- und Werkrealschule. Weiterführende Schulen befinden sich im benachbarten Titisee-Neustadt.
Die Franz-Josef-Faller-Schule ist eine Gemeinschaftsschule für den Hochschwarzwald in privater Trägerschaft.

### Kindergärten
In Lenzkirch, Kappel und Saig gibt es jeweils einen Kindergarten. In Lenzkirch befindet sich auch das Kinderhaus Lenzkirch.

## Kultur und Sehenswürdigkeiten
Als Kurort verfügt Lenzkirch über ein Kurhaus und einen Kurpark. Ein öffentliches Freibad steht Gästen und Einheimischen zur Verfügung. Im Höfle gibt es auch ein Kino.
Die Attraktion Lenzkirchs liegt in der Landschaft in der umliegenden Region um den Titisee sowie dem Schluchsee. In Lenzkirch befindet sich die Burg Alt-Urach.

### Regelmäßige Veranstaltungen
Der Eulogiusritt findet jeweils am Sonntag vor dem 25. Juni zu Ehren des Heiligen Eligius statt. Der Festtag wird auch Eulogi genannt, da Eligius in Süddeutschland als Eulogius bekannt ist. Eligius ist der Schutzpatron vieler Handwerker, so auch der Gold- und Hufschmiede. Seit dem 17. Jahrhundert ist er auch der Schutzpatron der Pferde. In Lenzkirch gibt es seit 1595 eine dem Eligius geweihte Kapelle. Die Kapelle wurde im 18. Jahrhundert zunehmend das Ziel von Wallfahrten. Der Eulogiusritt wurde allerdings erst 1934 erstmals ausgeführt. Von 1937 bis 1945 wurde er vom NS-Regime unterbunden, da sich die Veranstalter nicht für die Blut-und-Boden-Ideologie vereinnahmen ließen. 1947 wurde der Eulogi-Ritt wieder aufgenommen. Die Reiter-Prozession führt von der St. Nikolauskirche in Lenzkirch zur Eulogius-Kapelle, die seit 1820 auch Friedhofskapelle ist. Nach einem Gottesdienst im Freien führt der Weg zurück zur St. Nikolauskirche, die umritten wird. Danach werden die etwa 200–300 Pferde und ihre Reiter von einem Geistlichen gesegnet, der auf dem Ehrenschimmel sitzt. Anschließend findet der Eulogimarkt – ein Jahrmarkt – statt.

### Bauwerke

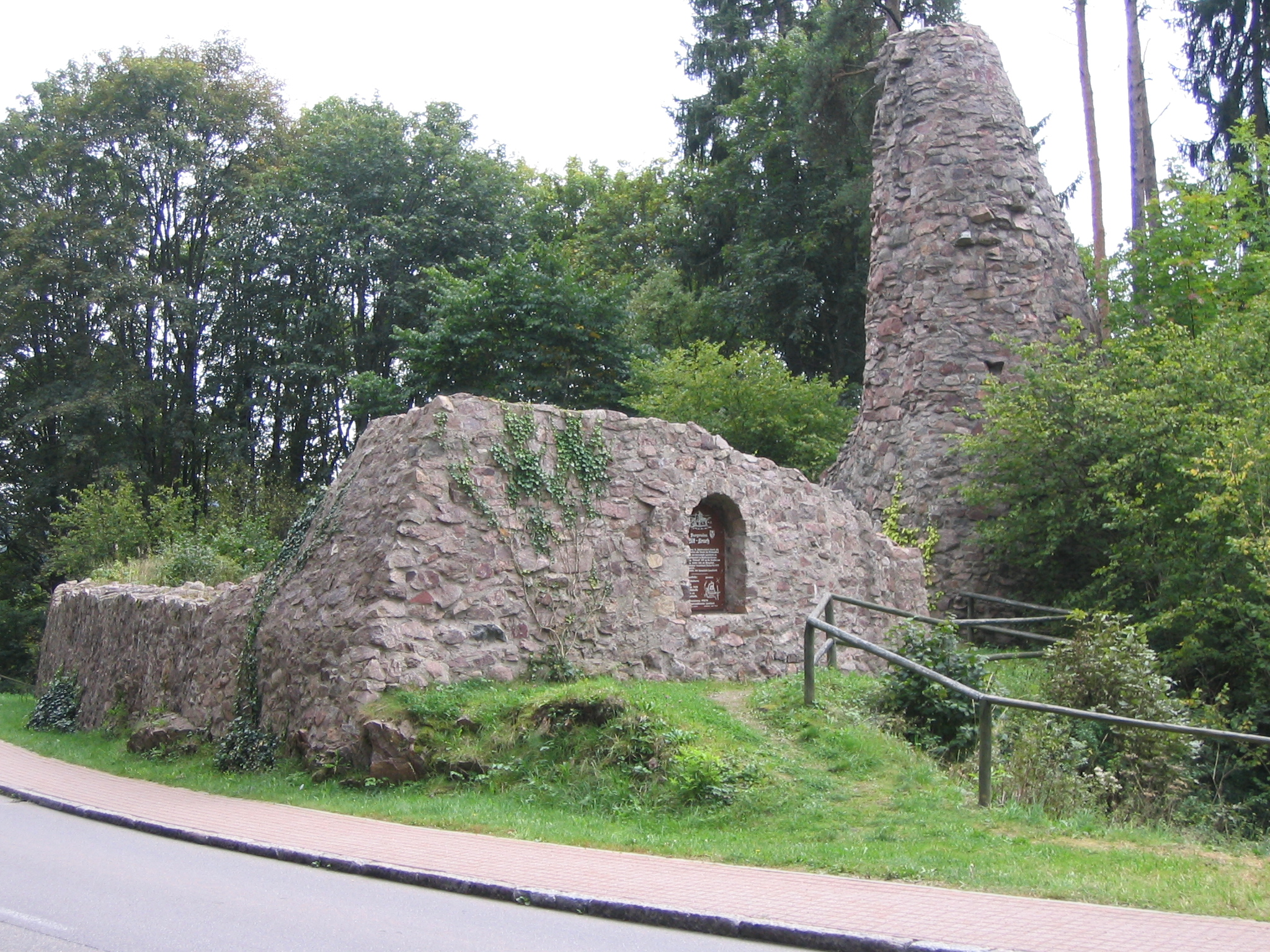
Burg Alt-Urach

Neben den oben genannten Kirchen sind weitere Bauwerke hervorzuheben:
- Burg Alt-Urach aus dem 13. Jahrhundert
- Heimatstube im Kurhaus mit einer umfassenden Uhrenausstellung
- Heimatstube im Ortsteil Kappel
- Hochfirst-Aussichtsturm

### Naturdenkmale
- Hochfirst, Berg zwischen Titisee und Lenzkirch
- Haslach- und Wutach-Schlucht östlich von Lenzkirch
- Windgfällweiher im Südwesten des Gemeindegebietes
- Urseemoor, an Stelle eines nahezu verlandeten eiszeitlichen Gletschersees

## Persönlichkeiten

### In Lenzkirch geboren
- Franz Josef Faller (1820–1887), Fabrikant, Reichstags- und Landtagsabgeordneter
- Paul Tritscheller (1822–1892), Fabrikant, Reichstags- und Landtagsabgeordneter
- Oskar Spiegelhalder (1864–1925), Direktor der Uhrenfabrikation Lenzkirch und Sammler von Schwarzwälder Volkskunst
- Franz Rogg (1886–1966), Dermatologe, Sanitätsoffizier in drei deutschen Marinen
- Kurt Hodapp (* 1930), Ingenieur für Hochbau, Oberamtsrat a. D. und Heimatforscher
- Udo Köster (* 1945), Germanist

### Mit Lenzkirch verbunden

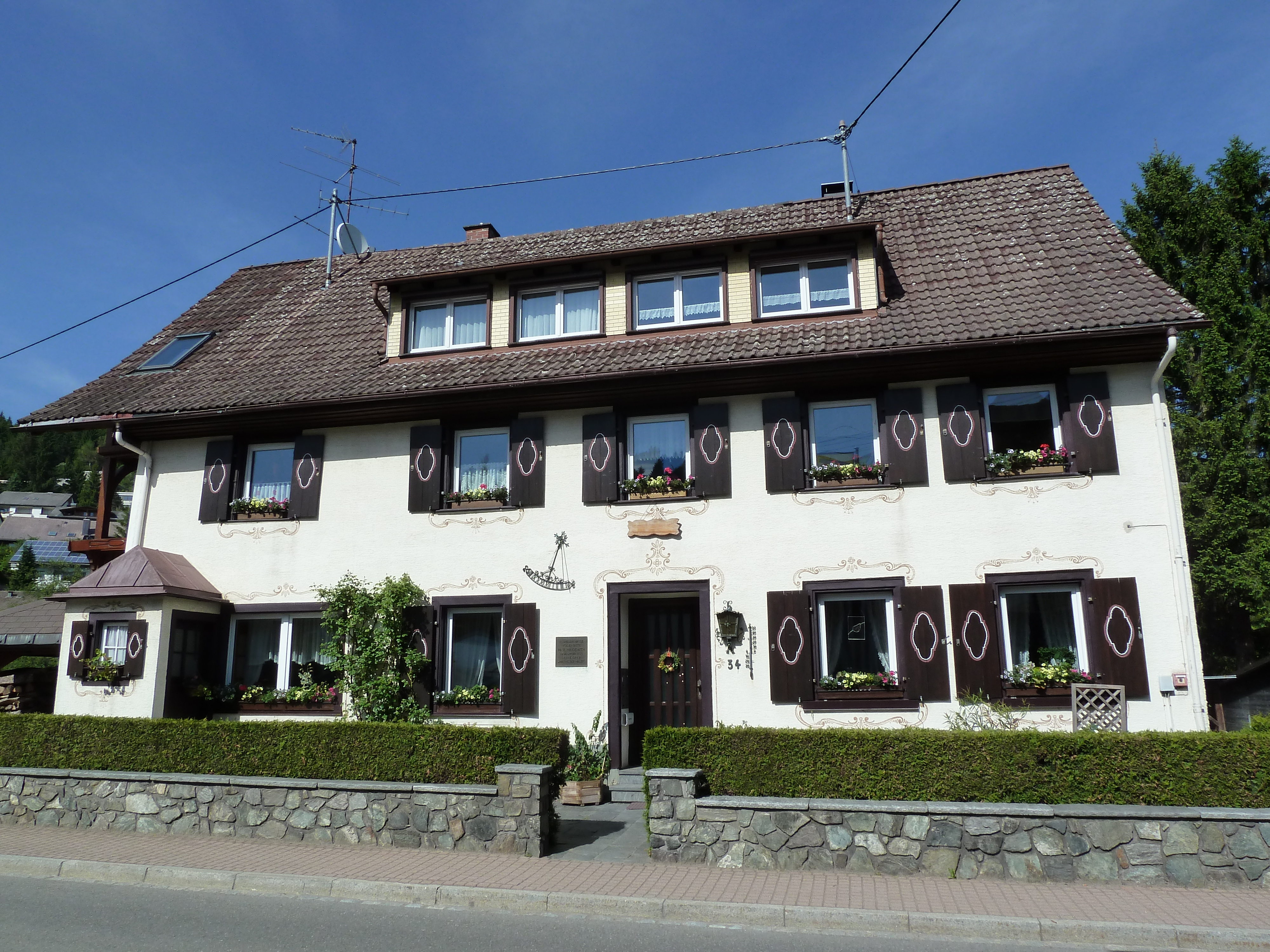
In diesem Haus vollendete Paul Hindemith die Oper Mathis der Maler

- Franz Joseph Gießler (1854–1923), Jurist und badischer Politiker, in Lenzkirch gestorben
- Paul Hindemith (1895–1963), Komponist, vollendete Anfang 1935 in Lenzkirch die Oper Mathis der Maler[17]
- Heinrich Köhler-Helffrich (1904–1960), Opern- und Festspielintendant, in Lenzkirch gestorben
- Moses Rosenkranz (1904–2003), deutschsprachiger Dichter aus Rumänien, lebte seit den 1960er Jahren im Ortsteil Kappel
- Herta Grandt (1907–1985), Schriftstellerin, in Lenzkirch gestorben
- Melitta Schnarrenberger (1909–1996), deutsche Malerin und Kommunalpolitikerin, in Lenzkirch gestorben
- Hawe Schneider (1930–2011), Jazzmusiker und -publizist, lebte seit 1971 in Lenzkirch
- Michael Ryba (1947–2014), Grafiker und Künstler, lebte viele Jahre in Lenzkirch